# Louis Menges
Louis John Menges (East St. Louis, Illinois, 30 d'octubre de 1888 - Harlingen, Texas, 10 de març de 1969) va ser un futbolista estatunidenc que va competir a principis del segle xx. El 1904 va prendre part en els Jocs Olímpics de Saint Louis, on guanyà la medalla de plata en la competició de futbol com a membre del Christian Brothers College. Menges n'era el porter.
Posteriorment es llicencià en enginyeria civil i treballà per la Missouri Pacific Lines. El 1916 s'allistà a l'exèrcit i passà dos anys i mig combatent a Europa durant la Primera Guerra Mundial, on fou ferit tres vegades i rebé les condecoracions Service Cross i Purple Heart, abans de tornar a casa com a primer tinent. En acabar la guerra es dedicà al món de l'espectacle, com a propietari de diversos teatres. Entre 1934 i 1943 fou senador per Illinois.